# Hrvoje Gračanin
Hrvoje Gračanin (Zagreb, 28. studenoga 1973.), hrvatski povjesničar, redoviti profesor Filozofskog fakulteta Sveučilišta u Zagrebu.

## Životopis
Osnovnu i srednju školu završio u Zagrebu, a zatim upisao jednopredmetnu povijest na Filozofskom fakultetu Sveučilišta u Zagrebu. Diplomirao je 1998., a doktorirao 2008. godine radom "Povijest savsko-dravsko-dunavskog međurječja u kasnoj antici i ranome srednjem vijeku". Doktorat je kasnije objavljen kao knjiga pod naslovom "Južna Panonija u kasnoj antici i ranom srednjovjekovlju (od konca 4. do konca 11. stoljeća)".
Područje njegova znanstvenog interesa prije svega je kasna antika i rani srednji vijek te povijest Bizantskog Carstva. Objavio je više stotina znanstvenih članaka te nekoliko knjiga i prijevoda izvora. U njegovom opusu posebno se ističe rad na popularizaciji znanosti - dugogodišnji je suradnik popularnih časopisa kao Meridijani te portala kao Jutarnji list i Stara povijest.  Arhivirana inačica izvorne stranice od 3. studenoga 2019. (Wayback Machine) Za svoj rad dobio je 2018. godine nagradu „Vjekoslav Klaić“ za popularizaciju povijesti.
Od 2010. do 2019. bio je glavni urednik časopisa "Radovi Zavoda za hrvatsku povijest". Jedan je od osnivača i trenutni predsjednik Hrvatskog društva za bizantske studije (osnovano 2016. godine).[neaktivna poveznica]
Na Odsjeku za povijest Filozofskog fakulteta u Zagrebu predaje kolegije iz kasnoantičke i srednjovjekovne povijesti te drži nekoliko diplomskih radionica.